# Notolabrus
Notolabrus ist eine Gattung von Lippfischen, die in den gemäßigt temperierten und subtropischen Meeren um West-, Ost- und Südaustralien und Neuseeland vorkommt. Notolabrus-Arten leben vor allem an felsigen Küsten und gehören hier zu den häufigsten Fischen. Einige Arten leben auch in Tangwäldern oder direkt im Bereich der Brandung. Jungfische bevorzugen Flachwasser in ruhigen Buchten und halten sich zwischen Algen und Seegras auf. Adulte Tiere gehen auch in größere Tiefen bis 40 Meter. Netzfänge gibt es auch aus Tiefen von 150 Metern.

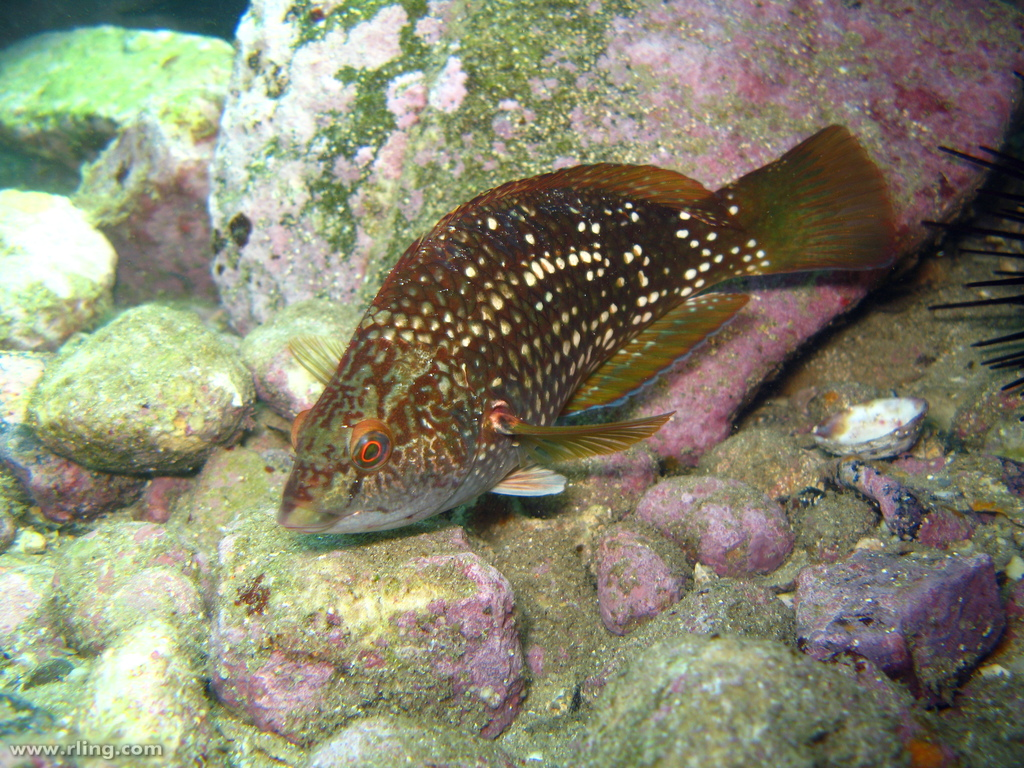
Rotband-Lippfisch (Notolabrus gymnogenis), Weibchen

Die Fische dieser Gattung werden recht groß und erreichen Längen von 30 bis 60 Zentimeter. Es besteht ein deutlicher Sexualdimorphismus, Männchen lassen sich anhand ihrer kräftigen Färbung von den Weibchen unterscheiden. Notolabrus-Arten ernähren sich räuberisch von einem breiten Spektrum von vor allem wirbellosen Tiere, wobei einige Arten Weichtiere, andere Krebstiere bevorzugen. Oft schwimmen sie nahrungssuchenden Rochen hinterher und erbeuten die aufgewirbelten bodenbewohnenden Wirbellosen.
Die Gattung wurde erst 1988 von Pseudolabrus abgetrennt. Notolabrus-Arten unterscheiden sich von dieser Gattung durch einige Skelettmerkmale und die Zähne.

## Arten
- Flecken-Lippfisch (Notolabrus celidotus) Bloch & Schneider, 1801
- Gürtel-Lippfisch (Notolabrus cinctus) Hutton, 1877
- Schornsteinfeger-Lippfisch (Notolabrus fucicola) Richardson, 1840
- Rotband-Lippfisch (Notolabrus gymnogenis) Günther, 1862
- Pailletten-Lippfisch (Notolabrus inscriptus) Richardson, 1848
- Orangeflecken-Lippfisch (Notolabrus parilus) Richardson, 1850
- Weißbinden-Lippfisch (Notolabrus tetricus) Richardson, 1840